# Lutz Michalski
Lutz Michalski (* 5. August 1950; † 23. Mai 2013) war ein deutscher Rechtswissenschaftler mit dem Schwerpunkt Handels- und Gesellschaftsrecht.

## Leben
Lutz Michalski studierte von 1969 bis 1974 an der Westfälischen Wilhelms-Universität Münster Rechtswissenschaft mit Nebenfach Betriebswirtschaftslehre. 1978 promovierte er ebenfalls in Münster bei Harry Westermann zum Thema "Gesellschaftsrechtliche Gestaltungsmöglichkeiten zur Perpetuierung von Unternehmen". 1987 folgte die Habilitation an der Universität Bielefeld bei Harm Peter Westermann, dem Sohn seines Doktorvaters Harry Westermann. Das Thema lautete "Das Gesellschafts- und Kartellrecht der berufsrechtlich gebundenen freien Berufe". Im selben Jahr wurde er an die Universität Bayreuth berufen. Im Jahr 1993 erhielt Michalski einen Ruf an die Justus-Liebig-Universität Gießen, entschied sich aber, in Bayreuth zu bleiben.

## Werk
Michalski ist Verfasser von zahlreichen Werken zum Gesellschaftsrecht, insbesondere zum GmbH-Gesetz, dem Partnerschaftsgesellschaftsgesetz. Er war einer der Gründer und der erste Schriftleiter der  Neuen Zeitschrift für Gesellschaftsrecht (NZG). Außerdem verfasste Michalski ein Lehrbuch des Erbrechts und kommentierte sachenrechtliche und familienrechtliche Vorschriften des  BGB in dem von Walter Erman begründeten Kommentar.